# Moyenne Island
Moyenne Island (fr. Île Moyenne) – wyspa na Oceanie Indyjskim, w grupie Wysp Wewnętrznych, na terenie Sainte Anne Marine National Park, u północnych wybrzeży wyspy Mahé na Seszelach. Powierzchnia Moyenne Island wynosi 8,9 ha. Od lat 70. XX wieku istnieje tu rezerwat przyrody. Wyspa była prywatną własnością Brytyjczyka Brendona Grimshawa, który był stałym jej mieszkańcem, zmarł w lipcu 2012 r. W 2008 wyspa stała się parkiem narodowym.
Wyspa Moyenne Island jest obecnie (2014) najmniejszym parkiem narodowym na świecie.